# Yamatotakada
Yamatotakada (japanska: 大和高田市?, Yamatotakada-shi) är en stad i Nara prefektur i Japan. Staden fick stadsrättigheter 1948.